# تریبون پابلیشینگ
تریبون پابلیشینگ (انگلیسی: Tribune Publishing) شرکت انتشارات آمریکایی است، که در سال ۱۸۴۷ تأسیس شد. شرکت انتشارات تریبون (به طور خلاصه Tronc, Inc.) یک شرکت چاپ و نشر رسانه های آنلاین روزنامه آمریکایی غرب میانه آمریکا است. این شرکت که توسط آلدن گلوبال کپیتال در می ۲۰۲۱ خریداری شد، دارای مجموعه‌ای است که شامل شیکاگو تریبون، نیویورک دیلی نیوز، بالتیمور سان، اورلاندو سنتینل، سان-سنتینل فلوریدا جنوبی، ویرجینین-پایلوت، هارتفورد ، Courant ، عناوین اضافی در پنسیلوانیا و ویرجینیا، عملیات اتحادیه، و وب سایت ها شامل است. همچنین چندین روزنامه محلی را در مناطق شهری خود منتشر می کند که در گروه های فرعی سازماندهی شده اند.